# Teba
Teba es villa y municipio de la provincia de Málaga, en la comunidad autónoma de Andalucía, España. El municipio está compuesto por las entidades de población de Teba y Huertas y Montes. Está situado en el noroeste de la provincia, en la comarca de Guadalteba y dentro del partido judicial de Antequera.
Su término municipal está atravesado por el río que da nombre a la comarca y ocupa una extensión de 142,95 km² que se extienden sobre un paisaje alomado de campos de cereales y olivar, a una altitud media de 555 m sobre el nivel del mar. Tiene una población de 3847 habitantes, según la revisión del padrón municipal de 1 de enero de 2017 y de acuerdo con los datos del INE.
El núcleo urbano de Teba se compone de casas blancas de arquitectura andaluza, viviendas señoriales y palacetes, presididos por un castillo andalusí y una iglesia barroca del siglo XVIII. La economía del municipio se sustenta en la agricultura y la ganadería, especialmente en la cría de porcinos y el cultivo del trigo y el olivo.
Los distintos yacimientos del municipio indican que el territorio de Teba estuvo poblado desde el Paleolítico y que fue un asentamiento íbero, romano y andalusí. Fue incorporado a la Corona de Castilla en 1330 por Alfonso XI, siendo instaurado el Condado de Teba en 1522 cuando la localidad y sus tierras ya estaban dominadas por el clan de los Guzmanes.  
Es villa cervantina ya que está demostrado la presencia de Cervantes en la villa condal. Cervantes es recaudador de alcalaba del Reino de Sevilla. Por los hechos acontecidos con un agricultor terminó en la cárcel el pobre Cervantes.

## Geografía

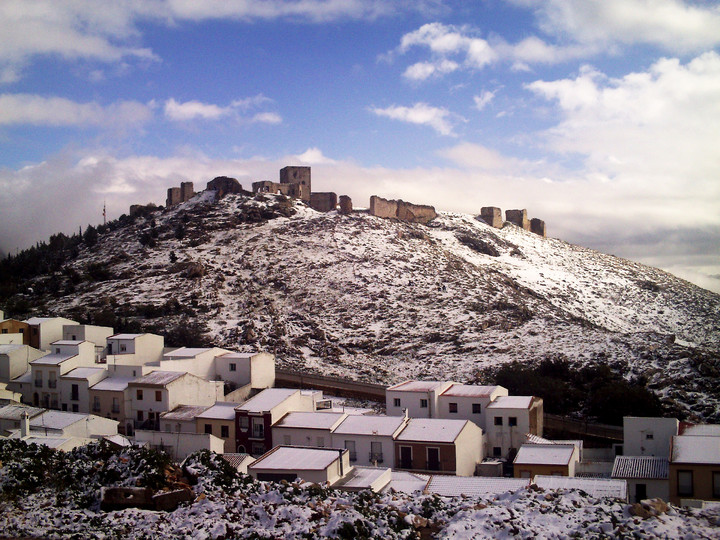
Nieve en Teba el 28 de febrero de 2013

El término municipal de Teba tiene una extensión de 142,95 km². El casco urbano se encuentra situado a una altitud de 555 metros sobre el nivel del mar. El terreno es predominantemente montañoso y abarca los cerros de Román y Gordo, que lo separan del municipio de Campillos; el de la Higuera, que limita con Ardales; el de Altamira, junto al límite con Almargen; los de San Cristóbal, la Camorra y el Camorrillo en la denominada sierra de Teba o de la Camorra, la loma de la Lentejuela en la sierra del mismo nombre y el de Enmedio en la sierra de Ortegícar. Las mayores altitudes las alcanzan el Cancho de Enmedio con 895 m y la sierra de Teba con 750 m.
Todo el municipio se encuentra en la cuenca del río Guadalhorce, siendo los ríos principales el río Almargen o de la Venta y el río Guadalteba, el primero afluente del segundo, que a su vez es afluente del Guadalhorce. Los restantes cursos de agua son arroyos de escasa importancia que vierten sus aguas al mencionado río o directamente al embalse del Guadalteba.

### Situación
Teba limita al norte con el municipio sevillano de Los Corrales, al norte y al este con el municipio de Campillos; al sur, con Ardales; y al oeste con los términos municipales de Cañete la Real y Almargen. 
| Noroeste: Almargen                | Norte: Los Corrales y Campillos | Noreste: Campillos |
| Oeste: Cañete la Real             |                                 | Este: Campillos    |
| Suroeste Cañete la Real y Ardales | Sur: Ardales                    | Sureste: Ardales   |

### Clima
El clima en el término municipal de Teba es el común en casi toda la zona norte de la provincia de Málaga, es decir, un clima mediterráneo con cierta tendencia a la continentalidad y con un nivel de precipitaciones relativamente bajo. La temperatura media anual ronda los -4 y 15 °C, siendo muy frecuentes las heladas a lo largo del invierno y las altas temperaturas en los veranos, llegándose en muchos casos a los 40 °C.

## Flora y fauna
La flora salvaje se reduce a los montes de propiedad municipal, en los que predomina el monte mediterráneo compuesto por pinares, encinares, acebuchales, sabinares, bosque de ribera, vegetación rupícola, piornales y matorrales. Los bosques están formados además por algunos enebros y quejigos. En los bosques de ribera se encuentran  sauces, chopos, fresnos y tarajes. En las zonas de matorral abundan el tomillo, el romero, las retamas, el palmito, las jaras y la esparraguera. En las zonas agrícolas se hallan olivos, almendros y frutales, así como grandes extensiones de cereales y leguminosas. La fauna se concentra en las zonas más abruptas de las montañas, siendo sus mayores exponentes la cabra montés, el alimoche y el buitre leonado.

## Historia

### Prehistoria
Existen numerosos restos de utillaje lítico paleolítico a lo largo y ancho de la cuenca del río Guadalteba, señal de la presencia de bandas de cazadores-recolectores que aprovecharían los recursos alimenticios y de todo tipo que les proporcionaba la zona, como demuestran yacimientos como la Cueva de las Palomas, con pinturas esquemáticas localizadas en su interior. Al respecto se documentan industrias líticas achelenses y musterienses propias de los homínidos que precedieron, en la zona, a la llegada del Homo sapiens. Las evidencias de poblamiento son menores en los momentos del Paleolítico Superior, aunque existen restos de talla laminar en yacimientos como la Sima del Sílex (también denominada Sima de las Palomas por su cercanía a la cueva de dicho nombre) que prueban la presencia humana también en estos momentos. De igual forma aparecen industrias epipaleolíticas en la cueva de las Palomas, caracterizadas por un acusado microlitismo.
Todos los restos arqueológicos anteriores se alternan con muestrarios de restos cerámicos y utensilios de piedra pulimentada que, junto a las perdurables piezas en sílex, se adscriben al Neolítico y fases subsiguientes. El Llano Espá, el Cortijo del Tajo o los localizados en la sierra de Peñarrubia evidencian importantes cambios en los modos de subsistencia de las nuevas poblaciones neolíticas, en las que una incipiente agricultura y el pastoreo de determinadas especies irán teniendo, a medida que avanza la época, una importancia cada vez mayor frente a los tradicionales modos de vida cazadores-recolectores.
La Edad de los Metales está también representada en lugares como La Cuevecilla, la necrópolis megalítica de La Lentejuela (con manifestaciones megalíticas únicas en Andalucía), o el cerro de la Horca, donde se han encontrado innumerables piezas metálicas de la Edad del Bronce. Esta nueva época, que comprende los milenios III y II antes de nuestra era, verá la introducción de los novedosos elementos tecnológicos que le dan nombre, una intensificación de las labores productivas subsistenciales y, acorde con todo ello, nuevos elementos simbólicos que tendrán en las manifestaciones megalíticas presentes en la zona, sus más destacados testimonios. La proliferación de yacimientos en los valles del Guadalteba y su afluente el Río de la Venta, son muestras de un destacado aumento poblacional que está en la base, también, de las tensiones y conflictos por el control de la tierra que se dan en la Edad del Bronce. Como consecuencia de ello, la población tenderá a encastillarse y los asentamientos principales (casos del cerro de la Horca y de Los Castillejos se ubicarán en cerros elevados desde los que el control visual del territorio circundante ayuda a un mejor control de la zona y a una defensa más eficaz.

### Protohistoria

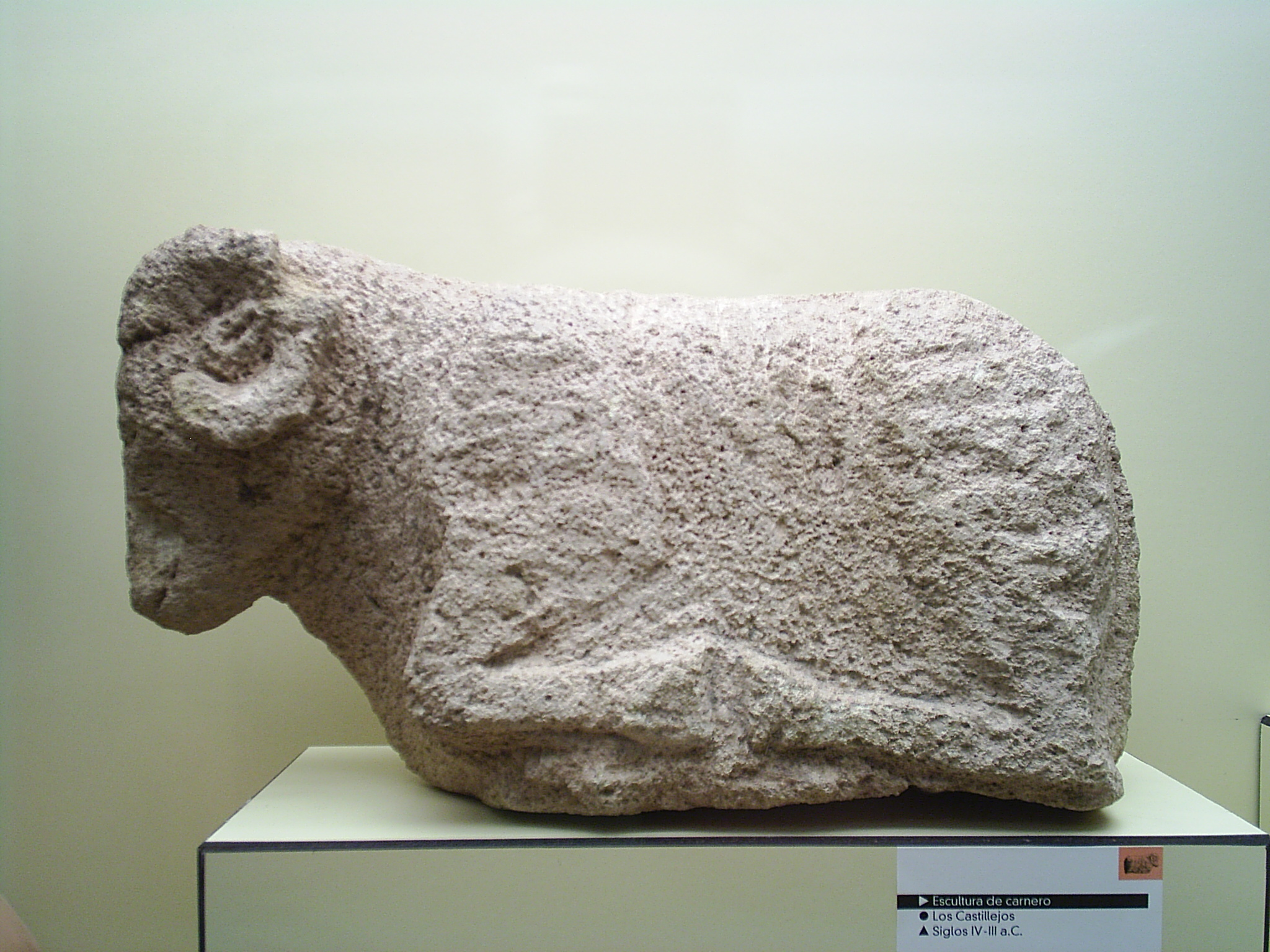
Carnero de Los Castillejos, Museo Histórico Municipal de Teba

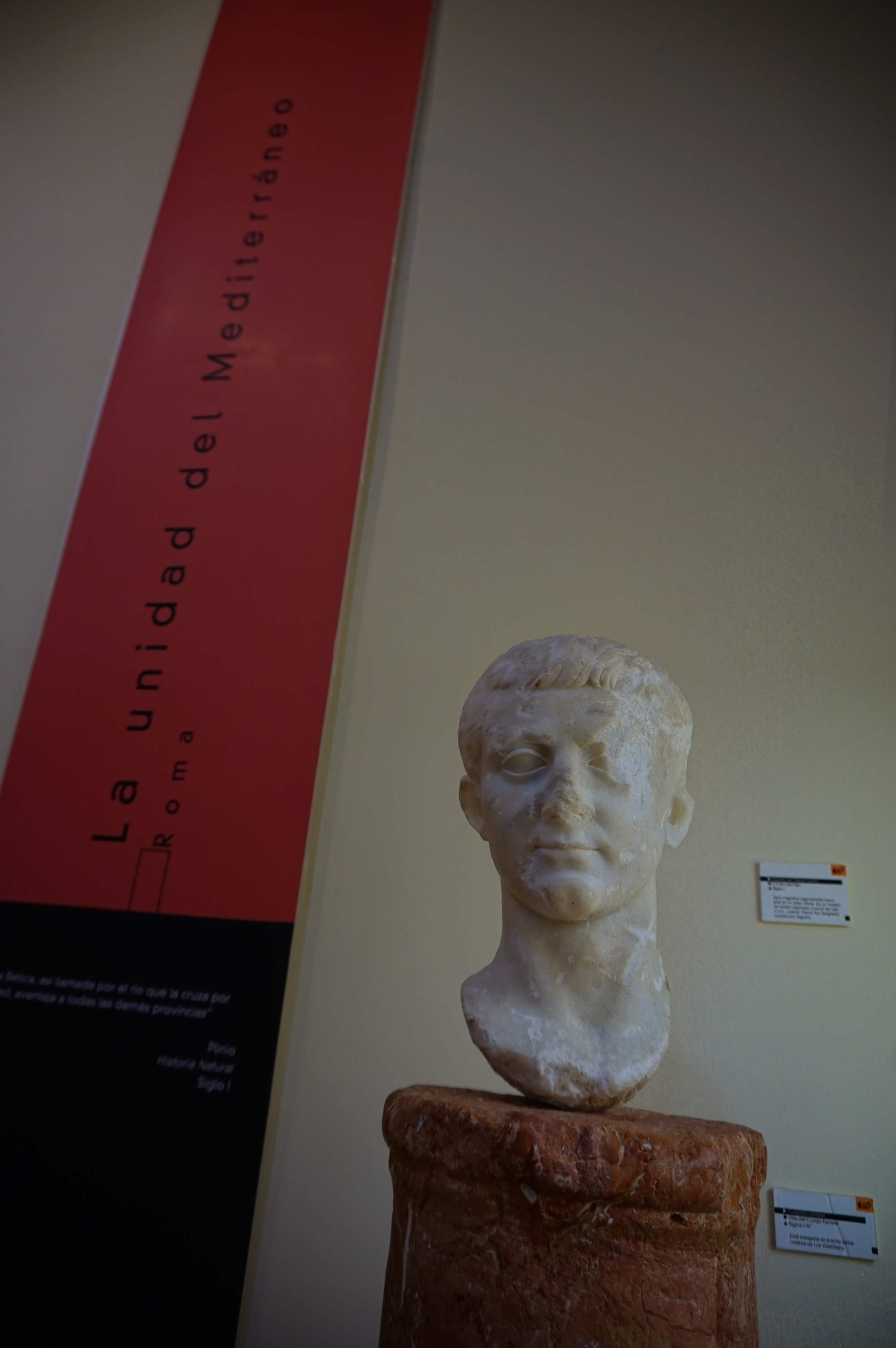
Cabeza de Tiberio Joven. Museo Histórico Municipal de Teba

La Protohistoria, caracterizada en las tierras tebeñas por el impacto que produce en las sociedades del Bronce Final la presencia costera del mundo fenicio, dejó también innumerables evidencias en yacimientos de la zona. Una nueva cultura material de clara influencia fenicia, donde destacan las nuevas formas cerámicas y la incipiente metalurgia del hierro, se irá asentando en los valles de Teba. El comercio con los navegantes orientales producirá un cambio también en las estructuras sociales, en las que queda patente un incremento de la jerarquización social. De los asentamientos de la época destacan el de Huertas de Peñarrubia, el del Cortijo de Nina y, particularmente, el de Los Castillejos, en cuyas fases de los VIII-VI a. C. se ven reflejados los cambios señalados. Este mismo asentamiento también será la clave para entender el funcionamiento del posterior mundo íbero, surgido a partir del Siglo V a. C. Los procesos de jerarquización aumentan y el asentamiento se dotará entonces de un potente recinto defensivo donde morarían las élites ibéricas que ejercerían desde allí el control político, defensivo y religioso de todo el territorio circundante.  Muestra de la importancia del yacimiento es la ingente cantidad de piezas arqueológicas que han proporcionado sus necrópolis, algunas de las cuales, como el famoso Carnero de los Castillejos (tallado en arenisca) o los diversos exvotos religiosos, se atesoran en el Museo Histórico Municipal de Teba. Otros muchos yacimientos a todo lo ancho del término municipal completarían la estructura de asentamiento ibérica, entre los cuales cabe destacar el del cerro del Almendro, del que procede otra escultura de toro que se muestra también en el museo tebeño.

### Época romana
Aunque existen abundantes evidencias de que los yacimientos íberos de Los Castillejos y del cerro del Almendro tuvieron una importante continuidad durante los primeros siglos de la presencia romana, las principales manifestaciones de dicha época se encuentran en la ciudad del Cortijo del Tajo, significativo exponente de aquella era de la que se extrajeron piezas como la Cabeza de Tiberio Joven o el Pedestal de los Erotes. Los diferentes análisis arqueológicos efectuados apuntan a que el surgimiento de la ciudad romana debió producirse en torno a mediados del siglo I, lo que coincide con el periodo de más evidente decadencia del yacimiento de Los Castillejos. Todo ello parece indicar un proceso ciertamente típico en estos momentos por el que los antiguos "oppida" ibéricos, una vez perdidas sus antiguas funciones defensivas o de control por parte del poder romano, tienden a perder su población en beneficio de los nuevos asentamientos erigidos en las cercanías, en lugares con mejores aptitudes para la explotación del territorio circundante y para las funciones más típicas de la civitas romana.
De igual forma destacan significativas villae como las de la Casilla Vallejo y la del Tesorillo, esta última excavada por la Universidad de Málaga a comienzos de los años 80. Estos asentamientos dependerían, muy probablemente, de la ciudad del Cortijo del Tajo y de ellos se deduce una importante e intensiva explotación agrícola en el fértil valle del río Guadalteba. A lo largo de varios siglos se pensó que la Ategua que alcanzó cierta notoriedad debido a las luchas civiles entre Julio César y Pompeyo que en ella se produjeron era la Teba malagueña. Este error historiográfico aún hoy pervive en el imaginario popular y en no pocas fuentes de información. No obstante, hoy está perfectamente establecida que la Ategua de César corresponde con el yacimiento sito en la pedanía de Santa Cruz del término municipal de Córdoba.

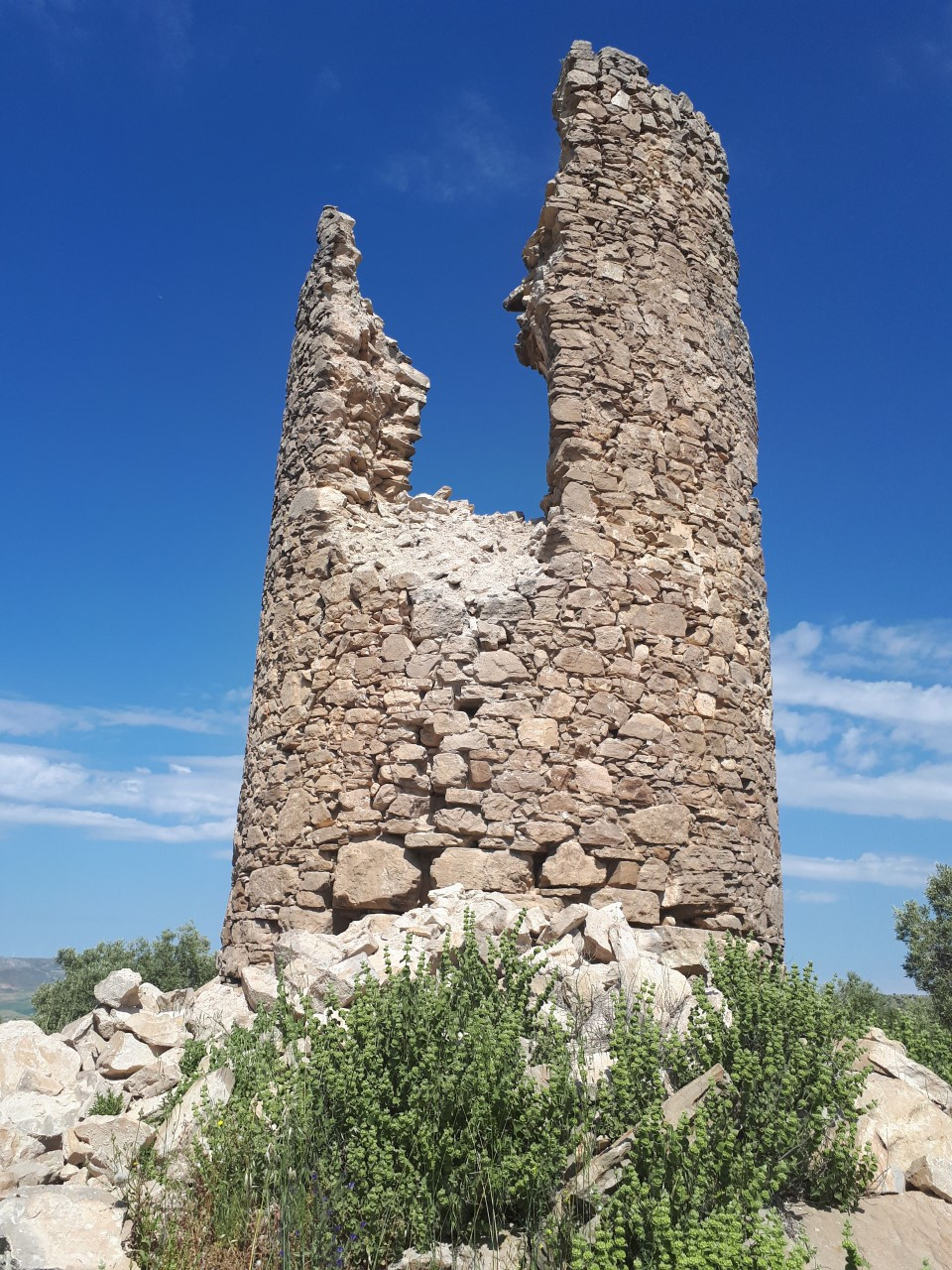
Torre Almenara de la Torrecilla

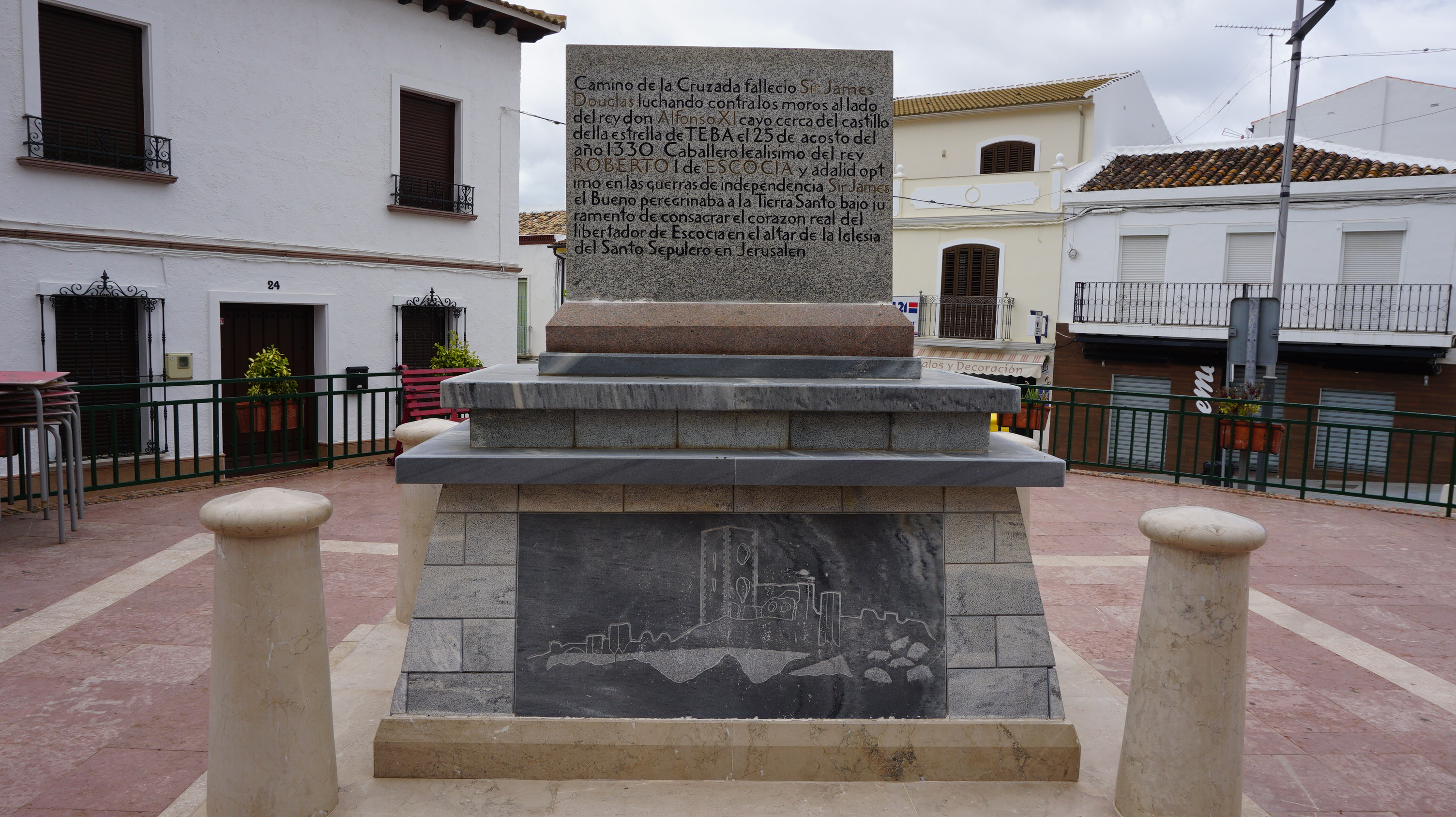
Monumento a Sir James Douglas en la plaza de España

### Época árabe
El mundo islámico dejó en Teba importantes yacimientos como el de Nina Alta, que según el doctor Virgilio Martínez Enamorado sería la primera capital que tuvo la Cora de Takurunna, y monumentos tan significativos como el Castillo de la Estrella. El lugar se denominó Itaba (o Atiba) en esta época. En tiempos  emirales y  califales, los territorios tebeños pertenecerían, administrativamente, a la cora de Takurunna y formarían parte, entre finales del siglo IX y principios del X, de los dominios controlados por Omar ibn Hafsún y sus hijos en la guerra civil que mantuvieron con los distintos emires cordobeses. La pacificación de la zona determinaría una progresiva islamización de la población que se evidencia en la escasa pero significativa documentación de la época. En momentos almohades la conflictividad bélica existente determinaría la erección del Castillo de la Estrella (Hisn Atiba) en el lugar donde, probablemente, ya existiría algún asentamiento defensivo o de control territorial. Importantes añadidos a la fortaleza y diversas reparaciones de la misma dan muestra de la importancia de su conservación para el Reino nazarí de Granada, entidad en la que se terminarían integrando las tierras tebeñas durante el siglo escaso que transcurriría hasta la definitiva anexión de Teba a la Corona de Castilla en agosto de 1330. Prueba, también, del ambiente bélico y de la inseguridad del último siglo de la Itaba islámica, es la construcción de distintas torres de vigilancia en los territorios circundantes. Así, por ejemplo, destaca la torre almenara denominada La Torrecilla, bastión que controlaba territorialmente la zona del alto valle del Guadalteba, posibilitando el auxilio al Castillo de la Estrella.

### Conquista
El día 29 de agosto de 1326 las tropas castellanas a las órdenes del célebre escritor Don Juan Manuel, nieto de Fernando III de Castilla, derrotaron a los musulmanes en la batalla de Guadalhorce, donde murieron unos 3000 musulmanes. Y según algunos autores dicha batalla se libró en las cercanías de Teba y en el curso alto del río Guadalhorce, aunque otros afirman que ocurrió en la vega de Archidona.
Y en la conocida como batalla de Teba, hecho bélico que tiene como principal consecuencia la toma del Castillo de la Estrella por Alfonso XI en agosto de 1330, el noble escocés, sir James Douglas, perdió la vida junto a un grupo de escoceses, mientras trataba de ayudar al rey castellano en la conquista de la fortaleza. La razón de su presencia allí viene dada por haber sido comisionado por el rey libertador de Escocia, Roberto I de Escocia, el cual había logrado la independencia de Inglaterra antes de morir de lepra, para llevar su corazón embalsamado a Tierra Santa. Cuentan las leyendas escocesas que sir James lanzó el corazón de su rey a los musulmanes que lo habían emboscado, cumpliendo así el deseo del rey de luchar contra los infieles. Como recuerdo de este suceso, se levantó un monumento en la localidad, la cual está hermanada con la ciudad escocesa de Melrose. Igualmente y en conmemoración de los hechos se celebran anualmente en Teba unas jornadas festivas conocidas como Douglas' Days

### Edad Moderna
Casi un siglo después de la toma del Castillo de la Estrella comenzará la génesis del posterior Condado de Teba al ser nombrado alcaide de la fortaleza Juan Ramírez de Guzmán, primer patriarca de los Guzmanes, futuros condes de las tierras tebeñas.
El condado, creado oficialmente por el rey Carlos I en 1522, abarcaría buena parte de la actual comarca del Guadalteba durante la Edad Moderna, una época muy bien documentada en el Archivo Municipal de Teba y que también ha dejado monumentos históricos como la actual iglesia parroquial de la Santa Cruz Real, construida entre 1699 y 1715, el monumento religioso más destacado de Teba. Del antiguo Convento de San Francisco, construido en el siglo XVI, sólo se conserva su fachada.
Durante esta época se sucedieron numerosas epidemias y hambrunas, agravadas por la pérdida gradual de las tierras del Concejo. La agricultura y la ganadería constituían la base de la economía local, en la que también participaban pequeñas industrias. La presencia de la iglesia fue en aumento, de manera que hacia finales del siglo XVIII existían en la localidad una iglesia principal, un convento franciscano y cuatro ermitas menores a cargo de treinta clérigos bajo las órdenes de un vicario.

### Edad Contemporánea
La época contemporánea destaca en Teba por la importancia de su movimiento obrero, sumado a la práctica totalidad de cuantas revueltas, huelgas y revoluciones se produjeron a partir de mediados del siglo XIX. Especialmente importante fue la de 1902 en la que obreros industriales y agrícolas de toda España se solidarizaron.
Los sindicatos y organizaciones obreras contaron con un índice de afiliación desconocida en otros municipios de una entidad similar a la de Teba, hecho que posibilitó que Teba fuera el único pueblo andaluz donde triunfó la revolución de octubre de 1934, promovida por UGT y PSOE contra el gobierno de la Segunda República tras los resultados de las elecciones de 1933. Del 5 al 7 de octubre de 1934, los violentos sucesos de Teba culminaron con el asalto de unas 300 personas al cuartel de la Guardia Civil, donde falleció tiroteado un guardia civil. Finalmente, al fracasar el movimiento en el conjunto de España, las autoridades de la República ordenaron se requisaran las armas, hubo 170 vecinos procesados por la Justicia y más de 100 penas de cárcel, que fueron indultadas en febrero de 1936 tras la victoria electoral del izquierdista del Frente Popular.
Un corto, aunque cruento, período de guerra civil en el verano de 1936, dio paso a la represión posbélica de los años 40, alternada con importantes episodios de bandolerismo y resistencia antifranquista que terminaron casi entrada la década de los cincuenta. 
A partir de la reinstauración de la democracia en España comenzará una fase de mejora de las condiciones de vida de la población que, por otro lado, continúa descendiendo de forma importante por la emigración a las ciudades y al extranjero. Aunque este fenómeno ha conocido un importante freno, Teba dista mucho de contar con los más de 7500 habitantes que tenía en la década de los 1950.

## Demografía
Cuenta con una población de 3702 habitantes (INE 2024).
| Gráfica de evolución demográfica de Teba entre 1842 y 2021 |
| |
| Población de derecho según los censos de población del INE Población de hecho según los censos de población del INEEn este censo se denominaba Teva: 1842 Entre el censo de 1857 y el anterior, disminuye el término del municipio porque independiza a 29078 (Peñarrubia) |

Pese a inscribirse en una zona agrícola rica, Teba ofrece un comportamiento demográfico muy similar al de la mayoría de la Andalucía rural, afectada por el proceso migratorio de los años 1960 y 1970 momento en el cual la población del pueblo era cercana a los 8000 habitantes.
En general, la población se caracteriza por el envejecimiento producido por una tasa de natalidad baja y una tasa de mortalidad parecida. El número de extranjeros contabilizados en 2013 era de 107, siendo el mayor grupo los ciudadanos del Reino Unido, que representan el 48,39% del total de extranjeros. El nivel de concentración de la población en el núcleo principal, Teba, es muy alto, con 3999 habitantes. El otro único núcleo de población del municipio, Huertas y Montes, acumula 202 habitantes. El poblamiento en diseminado se distribuye en viviendas aisladas tradicionales como caseríos y cortijadas y pequeñas agrupaciones de viviendas ligadas a la explotación de fincas.

## Transporte y comunicaciones
El municipio cuenta con una estación ferroviaria en su territorio: la estación de Teba, situada en la línea del ferrocarril Bobadilla-Algeciras, utilizada por los servicios de la línea A-5 de Media Distancia que realizan los recorridos Algeciras-Granada y Málaga-Ronda. No obstante, la estación de Teba sólo se utiliza como parada facultativa en el servicio Algeciras-Granada, mientras que el tren Ronda-Málaga no para en esta estación.
En cuanto al tráfico rodado, las vías principales que atraviesan el municipio son la A-384, que realiza el recorrido entre Antequera y Jerez de la Frontera; la A-357, que comunica la comarca del Guadalteba con el Valle del Guadalhorce; y la A-367, que la comunica con la Serranía de Ronda. Sin embargo, ninguna de estas vías alcanza el casco urbano de Teba, discurriendo en los márgenes del término municipal. El resto de la red viaria del municipio lo compone una serie de carreteras secundarias de menor capacidad que comunican a Teba con las localidades vecinas de la comarca. Hacia el norte parte la MA-467, enlazando con la A-368. Hacia el nordeste discurre la MA-468 en dirección a Campillos.  Hacia el este, la MA-6405 y la MA-5404, enlazando con la A-357 en la zona de los pantanos. En dirección sur, la A-7278 hacia Ardales. Hacia el oeste parte la MA-6404 en dirección a Cañete la Real. Y hacia el noroeste, la MA-466 en dirección a Almargen.
El servicio de autobuses interurbanos en toda la zona está adjudicado a la empresa Automóviles Casado, que comunican Teba con Málaga, Olvera, Almargen, Campillos, Colonia Santa Ana, Antequera, Cañete la Real, Campillos y la estación de Bobadilla, así como con otras localidades menores.

## Economía

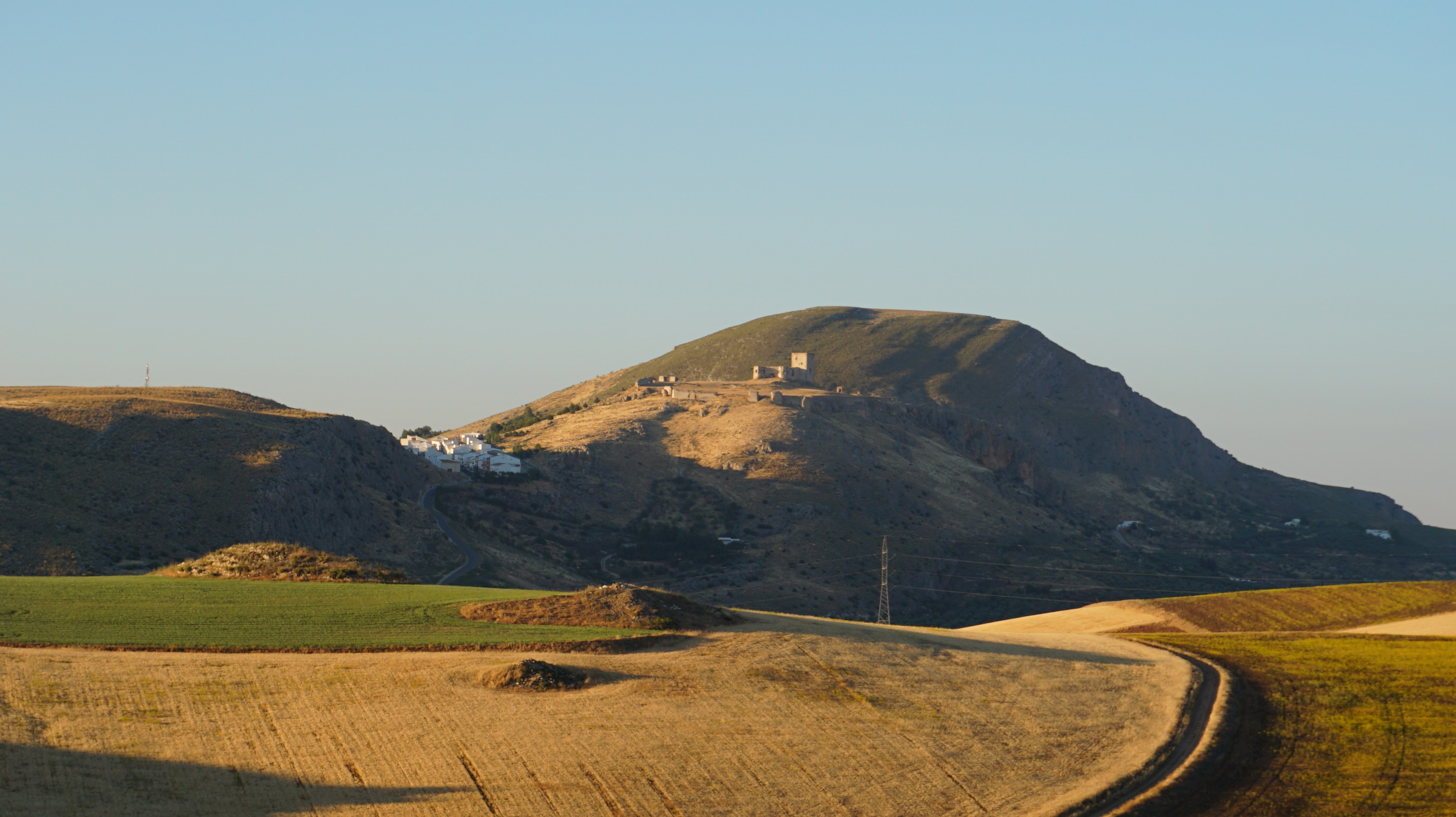
Vistas al Castillo de la Estrella.

Pese a lo montañoso del término municipal, las tierras de Teba son generalmente aptas para las labores agrícolas, que han constituido, tradicionalmente, el sector económico más importante para sus habitantes. Destacan, también, por su importancia, las labores ganaderas, particularmente en lo que respecta al ganado porcino, aunque también son destacables otras cabañas como la caprina, la ovina y la vacuna. La ganadería del porcino es la principal fuente de actividad económica del municipio ya que impulsa una industria auxiliar compuesta por una fábrica de piensos y otras empresas de suministros ganaderos.
También existen otras empresas agroalimentarias dedicadas a la transformación de productos locales como la leche de cabra o embutidos. Por último, además del sector servicios, también se desarrollan actividades artesanales de bordado, cerrajería, esparto, palma y madera, y se produce energía eólica y fotovoltaica en diferentes parques de producción energética distribuidos por todo el término municipal.

#### Evolución de la deuda viva municipal
| Gráfica de evolución de Deuda viva del Ayuntamiento de Teba entre 2008 y 2023                                |
| |
| Deuda viva del Ayuntamiento de Teba en miles de Euros según datos del Ministerio de Hacienda y Ad. Públicas. |

## Política y administración
La administración política del municipio se realiza a través de un Ayuntamiento de gestión democrática cuyos componentes se eligen cada cuatro años por sufragio universal. El censo electoral está compuesto por todos los residentes empadronados en Teba mayores de 18 años y nacionales de España y de los restantes Estados miembros de la Unión Europea. Según lo dispuesto en la Ley del Régimen Electoral General, que establece el número de concejales elegibles en función de la población del municipio, la corporación municipal de Teba está formada por 11 concejales.
En el mes de octubre del 2007, Teba se sumó a la petición de un proceso constituyente por la Tercera República en el último pleno de ayuntamiento, con los votos a favor de los 5 concejales de IULV-CA, el voto en contra del concejal del PA, el del PP y tres de los cuatro concejales del PSOE-A. Uno de los concejales socialistas no asistió al pleno por lo que el voto de calidad del alcalde decantó el resultado a favor de la moción republicana, convirtiéndose así Teba en el tercer municipio de la provincia de Málaga en sumarse a la Red de Municipios por la III República.

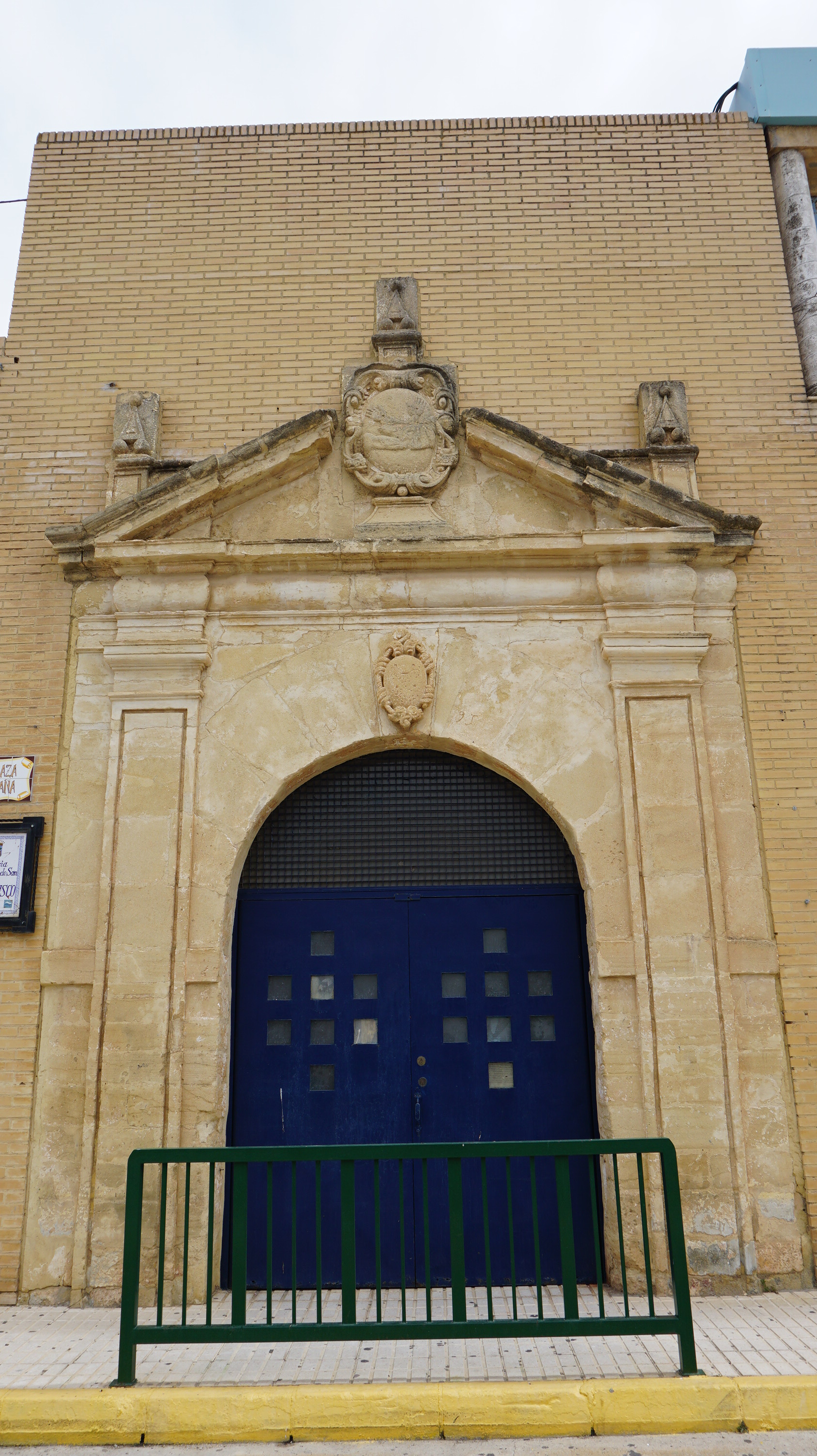
Portada del convento de San Francisco, actualmente polideportivo municipal.

La alcaldesa desde las Elecciones municipales de 2011 era Isabel Garnica Báez, del Partido Socialista Obrero Español de Andalucía (PSOE-A), que contaba con el apoyo de 5 concejales. Izquierda Unida Los Verdes-Convocatoria por Andalucía (IULV-CA), segunda fuerza política en la localidad, contaba con 4 concejales, mientras que un concejal cada uno tenían el Partido Popular (PP) y el Partido Andalucista (PA). No obstante, el panorama político local ha cambiado de forma importante tras las elecciones municipales del 24 de mayo de 2015. En dichos comicios, la candidatura presentada por Izquierda Unida Los Verdes-Convocatoria por Andalucía (IULV-CA-PARA LA GENTE) obtuvo una victoria histórica al sumar ocho de los once concejales en disputa, obteniendo un total de 1553 votos (59,92%). La candidatura de izquierdas, encabezada por Cristóbal Corral Maldonado, se impuso a la lista presentada por el Partido Socialista Obrero Español de Andalucía (PSOE-A) a cuya cabeza iba la, en ese momento, alcaldesa de la localidad, Isabel Garnica Báez. Los socialistas, con 664 votos (25,62 %), han obtenido tres concejales. El resto de los partidos políticos en liza: Partido Andalucista (PA) y Partido Popular (PP) no han obtenido representación al sumar solo 182 (7,02 %) y 178 (6,87 %) votos respectivamente. En consecuencia con estos resultados y en la constitución del nuevo Ayuntamiento efectuada el día 13 de junio de 2015 ha salido elegido alcalde Cristóbal Corral Maldonado obteniendo los ocho votos correspondientes a los concejales de su formación. 
Las elecciones municipales de mayo de 2019 supusieron la revalidación de la mayoría absoluta por parte de Izquierda Unida Los Verdes-Convocatoria por Andalucía (IULV-CA), con un notorio aumento del apoyo popular a la candidatura encabezada por Cristóbal M. Corral Maldonado. La gestión realizada de las inundaciones de octubre de 2018, la decidida apuesta por el patrimonio histórico (Los Castillejos , Castillo de la Estrella , etc ), así como la gestión económica del Consistorio: eliminación de la deuda municipal del Ayuntamiento de Teba, bajada de impuestos municipales a las familias trabajadoras y aumento de las políticas sociales y de empleo. En mayo de 2019 el resultado electoral fue: Izquierda Unida Los Verdes-Convocatoria por Andalucía (IULV-CA) con 1783 votos (72,42%) y 9 concejales; Partido Socialista Obrero Español de Andalucía (PSOE-A) con 490 votos (19,9%) y 2 concejales; y el Partido Popular (PP) con 174 votos (7,07%) y sin representación . Se trata del resultado más abultado de la historia del municipio de Teba y la candidatura que más apoyos obtuvo en toda la Comarca de Antequera.
Nuevamente, las Elecciones Municipales del 28 de mayo de 2024 dieron un gran margen de victoria a Izquierda Unida Los Verdes-Convocatoria por Andalucía (IULV-CA), que obtuvo ocho de los once concejales del Consistorio. El Partido Socialista Obrero Español de Andalucía (PSOE-A) obtuvo 2 concejales y el Partido Popular (PP) un único edil. La recuperación del antiguo hotel rural, reconstruido como centro social polivalente, el inicio de las obras del Pabellón La Roca, la activa política de vivienda pública y rehabilitación, la dinamización cultural del municipio, la finalización del anillo de aguas del municipio y el inicio de dos grandes Proyectos Generales de Investigación en Patrimonio Histórico en el Castillo de la Estrella (llevado a cabo por la Universidad de Granada) y en la Lentejuela (Universidad de Cádiz) determinaron la victoria electoral, ratificando la Alcaldía de Cristóbal M. Corral Maldonado.
| Periodo   | Nombre                                        | Partido  |
| --------- | --------------------------------------------- | -------- |
| 1979-1983 | Francisco Lora Maldonado Jorge Cordón Ledesma | PCE-A    |
| 1983-1987 | Jorge Cordón Ledesma                          | PCE-A    |
| 1987-1991 | Francisco González Herrera                    | PSOE-A   |
| 1991-1995 | José Moronta Carrasco                         | PSOE-A   |
| 1995-1999 | Salvador Peralta Sevillano                    | IU-LV-CA |
| 1999-2003 | Salvador Peralta Sevillano                    | IU-LV-CA |
| 2003-2007 | Isabel Garnica Báez                           | PSOE-A   |
| 2007-2011 | Juan Anaya Morgado                            | IU-LV-CA |
| 2011-2015 | Isabel Garnica Báez                           | PSOE-A   |
| 2015-2019 | Cristóbal M. Corral Maldonado                 | IU-LV-CA |
| 2019-2023 | Cristóbal M. Corral Maldonado                 | IU-LV-CA |
| 2023-act. | Cristóbal M. Corral Maldonado                 | IU-LV-CA |

## Patrimonio histórico
El núcleo urbano de Teba acoge, en un trazado típicamente andaluz, a una serie de palacetes y viviendas señoriales, como la portada de la casa de la emperatriz Eugenia de Montijo o el palacete del Marqués de Greñina, así como un destacado conjunto de casas populares, inscritas en el Catálogo General del Patrimonio Histórico Andaluz como ejemplos de patrimonio etnológico andaluz.

### Castillo de la Estrella

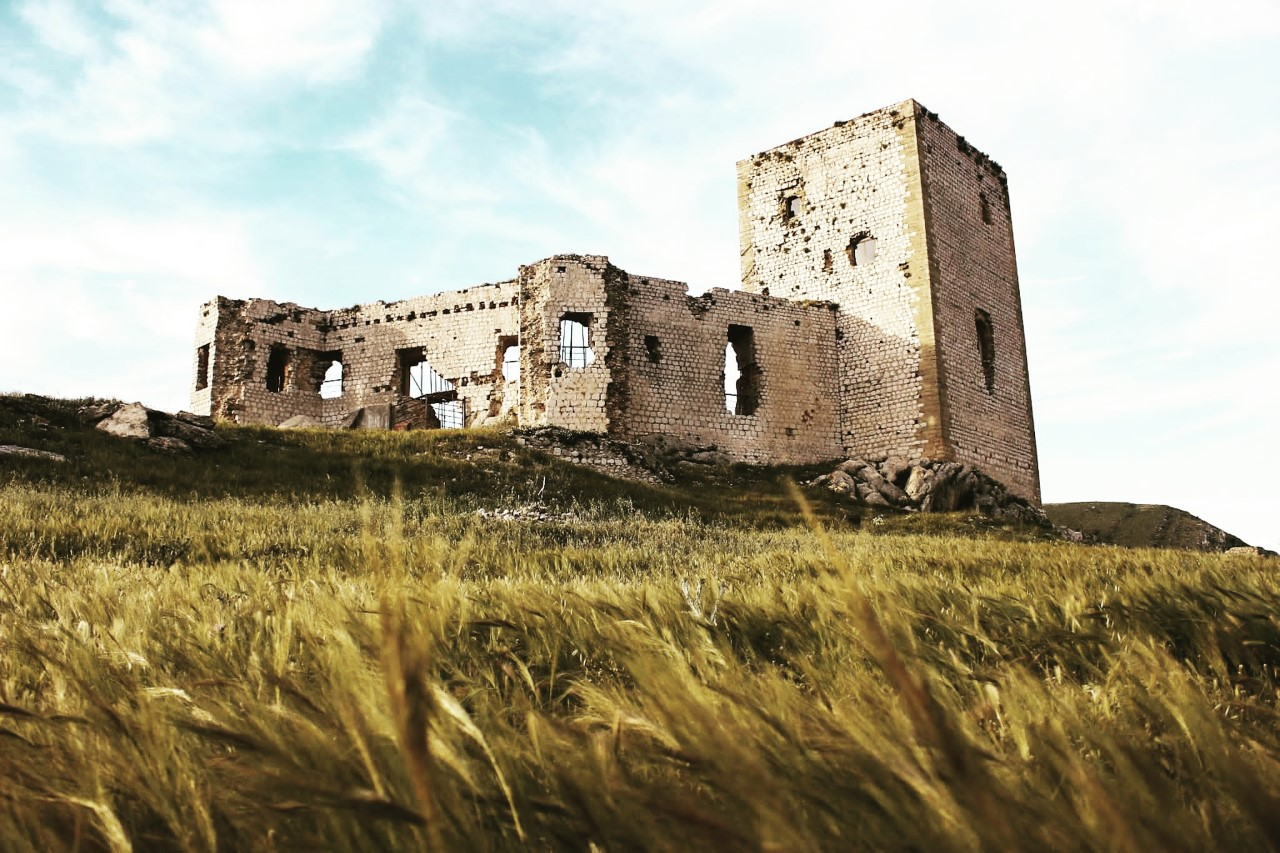
Castillo de la Estrella

Es el más grande de toda la provincia de Málaga, ocupando una superficie de 25 000 m², con dos recintos amurallados. Su muralla es barbacana al noreste y se compone de 16 torres cuadradas, una circular y otra octogonal y albarrana, y tres puertas de acceso. Tuvo al menos 7 aljibes conocidos y un gran alcázar.
El espacio entre murallas fue el origen de la población de Teba, pues se erigió para la defensa de la numerosa población dispersa por los ríos de Guadalteba y La Venta, llena de numerosas alquerías.
Desde su ubicación, a unos 600 m de altitud, domina toda la llanura de Antequera y la entrada a la Serranía de Ronda.
Su cronología se remonta al período almohade de al-Ándalus (siglos XII y XIII), aunque su Torre del Homenaje y los restos de su primitiva iglesia son de época cristiana. Esta última fue restaurada y dentro se puede visitar el centro de interpretación "Una Cruzada en el Guadalteba", donde se trata uno de los episodios más relevantes acaecidos en este lugar: La Batalla de Teba, que tuvo lugar en el año 1330, una ofensiva cristiana contra los castillos de la frontera del reino Nazarí de Granada (Cañete, Teba, Ardales y Turón). En esta batalla, el ejército de Alfonso XI contó con la ayuda de unos caballeros escoceses, en concreto de Sir James Douglas, encargado por el rey Roberto I de Escocia (antes de su muerte) de llevar su corazón embalsamado a Tierra Santa. Durante la batalla, tanto sir Douglas como la gran mayoría de sus hombres, fueron cercados y muertos por el ejército del general Ozmín, lo que supuso un gran contraataque de los cristianos que finalmente lograron hacerse con el castillo.
En el siglo XV pasó a ser propiedad de Juan Ramírez de Guzmán (hijo del Comendador Mayor de la Orden de Calatrava), que compró la vila entre 1458 y 1460. Bajo su señorío se consolida el estado señorial de Teba, que englobará las pueblas de Almargen, Peñarrubia y Campillos. A su muerte, accede al señorío su hijo, don Diego Ramírez de Guzmán, quien mediante Real Cédula de Carlos V, dada en octubre de 1522, obtuvo el título de Conde de Teba.
Fue declarado Monumento Nacional de Interés Histórico-Artístico en el año 1931, y en el 1949, Bien de Interés Cultural (BIC).

### Arquitectura religiosa
Es destacable la Iglesia de la Santa Cruz Real, muestra del barroco andaluz de empaque catedralicio, terminada de construir en 1715 por el maestro alarife de la Catedral de Sevilla, José Tirado. Tiene una planta rectangular de tres naves separadas por columnas de mármol rojo procedente de las cercanas canteras de Los Castillejos. La portada presenta un arco de medio punto, la torre está rematada por un esbelto tejadillo piramidal y las cubiertas, constituidas por sendas bóvedas de cañón. Además, guarda en su interior una colección de objetos litúrgicos y relacionados con el culto (cálices, casullos), muchos de ellos elaborados con metales nobles, y que se remontan a los siglos XVI-XVIII. Inclusive en algún caso cuenta con una casulla y capa bordada, según señala una difundida tradición oral del pueblo, por la reina Isabel la Católica.
También son de interés igualmente otras muestras de la singular arquitectura religiosa local como son los restos del Convento de San Francisco, del siglo XVI, fundado por una comunidad de dominicos que se estableció en la localidad en 1552 y del que, a partir de 1573, se hizo cargo la orden de los franciscanos. Del conjunto monástico se conserva su fachada manierista y parte de sus naves convertidas en talleres; la Ermita del Rosario; la remodelada Ermita del Carmen (siglo XVI); y la nueva Ermita de Nuestro Padre Jesús.

### Yacimientos arqueológicos
Fuera del núcleo urbano y en toda la extensión de su término municipal pueden encontrarse ejemplos de las diversas manifestaciones del patrimonio histórico, particularmente arqueológico; así destacan los yacimientos de la Cueva de las Palomas, adscrita a la prehistoria reciente, el cerro íbero de Los Castillejos y el yacimiento romano del Cortijo del Tajo, declarados en los tres casos Bien de Interés Cultural. Otros yacimientos destacables serían los del cerro de la Lentejuela, con un importante elenco de estructuras megalíticas; el del cerro de la Horca, adscrito a la Edad del Bronce; el del cerro del Almendro, del mundo ibero, diferentes villas romanas como las de El Tesorillo o la situada en los alrededores de la Casilla Vallejo, múltiples yacimientos adscritos a la Edad Media como el importantísimo despoblado andalusí de Nina Alta, yacimientos de la Edad Moderna como El Molino del Tajo del Molino, etc.
La Junta de Andalucía ha reconocido en los últimos tiempos la existencia de dos Bienes de Interés Cultural dentro del Término que se suma a la lista precedente. Concretamente, hablamos de La Lentejuela y del cerro de la Matanza.

## Cultura

### Museos
- Museo Histórico Municipal de Teba: Inaugurado oficialmente en septiembre de 2000, sobre la base de la Antigua Sala Arqueológica de Teba. Su reconocimiento oficial se produjo con la consiguiente Orden de la Consejería de Cultura de 14 de noviembre de 2002.[50] Contiene una colección de piezas arqueológicas iniciada en 1974 con materiales hallados en las tierras del término municipal, procedentes de las distintas excavaciones arqueológicas realizadas o de circunstancias fortuitas y de la adquisición de piezas en posesión particular. La muestra abarca desde los tiempos prehistóricos hasta materiales medievales, renacentistas y modernos. Destacan los fondos neolíticos de la Cueva de las Palomas, los restos del Bronce Final e íberos del yacimiento de Los Castillejos, los materiales romanos del Cortijo del Tajo y los procedentes de Nina Alta.[51] Fue ampliamente remodelado en el año 2010.
- Museo parroquial de Teba: alberga una colección compuesta fundamentalmente de orfebrería religiosa, objetos de culto, tejidos históricos y material del patrimonio bibliográfico de la parroquia. La sección de orfebrería es la de mayor interés. Destaca una Cruz procesional de plata dorada y cincelada con relieves. Está fechada en el último cuarto del siglo XVI y se atribuye al obrador sevillano de Alfaro.[52]

### Fiestas, tradiciones y artesanías

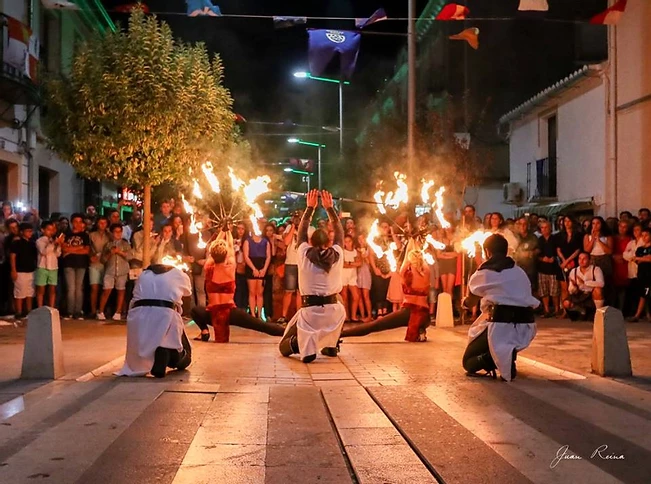
Desfile en las Jornadas de Sir James Douglas

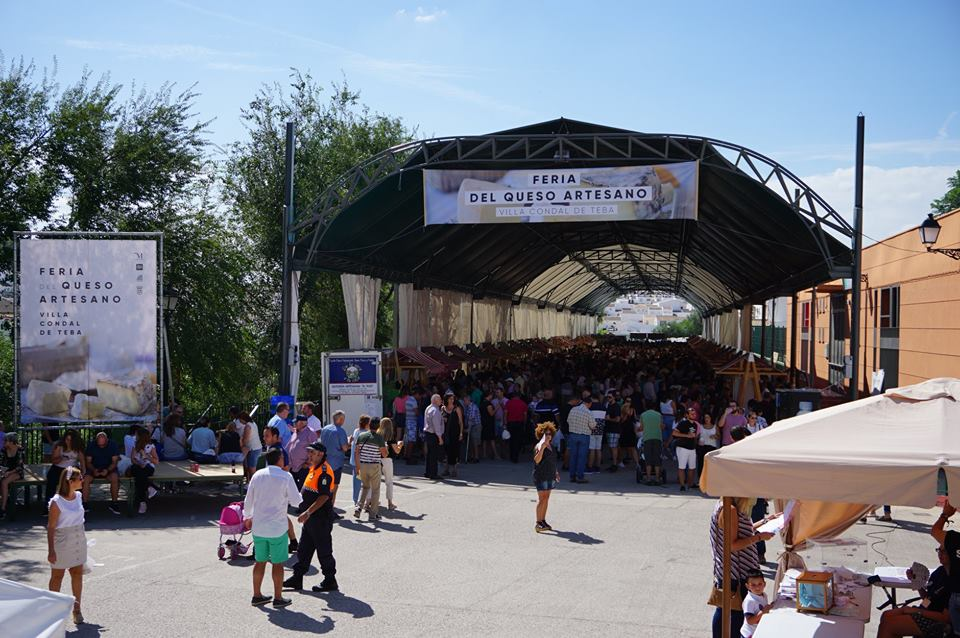
Feria del Queso Artesano en Teba

Las fiestas mayores (feria) en honor al patrón del pueblo, Santo Toribio de Liébana, se celebran los días 10, 11 y 12 de agosto. Además se rinde homenaje a la patrona del pueblo, la Virgen del Rosario, el 7 de octubre, celebrándose una procesión de la misma por las calles de la localidad.
El fin de semana siguiente al 15 de mayo, salvo que este día coincida en fin de semana, tiene lugar una romería en honor de San Isidro Labrador. El Santo es portado desde el pueblo hasta las Huertas de Guadalteba, lugar tradicionalmente hortícola en la ribera del río Guadalteba, a unos cuatro kilómetros de la localidad. Allí se celebran todo tipo de actividades festivas durante todo un fin de semana en el que todos los tebeños y muchos visitantes viven prácticamente allí.
Desde 2005, y a raíz de una iniciativa de la Asociación para la Defensa del Patrimonio Histórico de Teba (Hisn Atiba), se vienen celebrando las Jornadas de Sir James Douglas en conmemoración de la muerte de este famoso conde escocés en la toma del Castillo de la Estrella. A lo largo de tres días se celebran diversas actividades culturales, lúdicas y festivas con una destacada participación de la comunidad británica de la Costa del Sol y Gibraltar. En 2015 las Jornadas llegan a su undécima edición y se celebrarán los días 31 de julio,1 y 2 de agosto.
En el año 1330 tendría lugar la Batalla de Teba, en el Castillo de la Estrella y cuyo desenlace desembocaría en la toma de la fortaleza y, por ende, la reconquista cristiana de la Villa de Teba. Unos años antes, en 1329, muere el Rey Roberto I de Escocia, conocido como Robert the Bruce, y en su lecho de muerte, pediría a su comandante en jefe y caballero más leal, Sir James Douglas, que llevara y ofreciera su corazón embalsamado al Santo Sepulcro de Jerusalén, a Tierra Santa. Douglas asumiría su responsabilidad, y tras la muerte de su rey, navegó con una partida de caballeros y escuderos, portando el Corazón Real en un recipiente de plata colgado de su cuello. 
Mientras bordeaba las costas de España y Portugal, en el verano de 1330, atracó en Sevilla, siendo calurosamente recibido por el Rey Alfonso XI de Castilla. En aquel preciso momento, dicho monarca estaba intentando acabar con la reconquista de Granada, en poder de los árabes. Douglas y sus caballeros decidieron ayudarle y luchar junto con las tropas cristianas para tomar el Castillo de la Estrella de Teba. La campaña resultó todo un éxito, pero desafortunadamente Douglas, y algunos de sus compañeros cayeron abatidos. Su cuerpo y el corazón de Robert the Bruce fueron llevados de vuelta a Escocia y allí fueron enterrados.
La Villa de Teba, hermanada con Melrose (Escocia), recuerda y conmemora cada año este hecho con sus fiestas más internacionales: las Jornadas Escocesas Douglas' Days. Considerada de Singularidad Turística Provincial, tiene lugar cada mes de agosto durante tres días, en los que se recrea el ambiente medieval propio de la época con mercadillos, actividades culturales y lúdicas, representaciones teatrales, espectáculos, pasacalles, conciertos, etc., además de la decoración de calles y la caracterización de sus vecinos, actos institucionales y una gran representación escocesa.

### Feria del Queso Artesano
También es destacable la Feria del Queso Artesano de Teba, evento en el que se exponen en Teba muestras de las mejores queserías andaluzas y de otros lugares de España. La Feria del Queso Artesano de Teba celebró en 2014 su 14 edición, como un acontecimiento consolidado, tanto para el sector quesero como para los miles de visitantes que año tras año asisten a este evento. Alrededor de más de cincuenta empresas, la mayoría queserías artesanales procedentes de toda Andalucía y de otras comunidades autónomas, han compuesto la sección del mercado, siendo ésta una oportunidad excepcional para adquirir productos de excelente calidad, elaborados de forma totalmente artesanal, por los mejores maestros queseros. 
En el 2017, más de 20 000 personas asistieron a la muestra, visitantes que encuentran una oferta complementaria al propio Mercado, con actividades paralelas organizadas en torno a la Feria, como catas dirigidas, visitas turísticas, etc. Todos ellos, son elementos de gran atractivo que han afianzado un evento único, cita obligada para los amantes del buen queso, que tienen ya marcado en su calendario el primer fin de semana del mes de octubre de cada año, para asistir a la Feria del Queso Artesano de Teba.
La Feria se ha celebrado tradicionalmente durante una sola jornada a primeros del mes de octubre y desde hace tres años la organización decidió ampliarla a dos días, todo un fin de semana, con el fin de hacer más cómoda la visita y que los queseros no se vieran desbordados ante la gran afluencia de público. Sin embargo el último año, una de las novedades que se plantearon fue la ampliación de la Feria un día más, dedicando especialmente la jornada a profesionales.

### Concursos y premios
Paralelamente a la sección de mercado se han organizado otras actividades relacionadas con el queso, dirigidas a los asistentes al recinto ferial y a los propios queseros como son:
- Catas dirigidas de queso.
- Catas dirigidas de vino.
- Catas dirigidas de aceite de oliva.
- Catas dirigidas de miel.

En la pasada edición también se ha celebrado el Concurso de Repostería Elaborada con Queso, un certamen que convoca su cuarta edición.
Como actividad previa a la Feria Mercado del Queso Artesano de Teba, el anterior fin de semana se celebró el Concurso de Quesos Artesanos de Andalucía “Premio Guadalteba”, en el que suelen participar unas 15 queserías. La calidad de los productos presentados a este certamen es excepcional. A este concurso concurren quesos en las modalidades de leche de cabra, leche de oveja, mezcla de leches, otros quesos y queso en aceite, modalidad para la que se exige el uso de aceite de oliva virgen. Los quesos participantes tienen que proceder obligatoriamente de la comunidad autónoma andaluza. El jurado del concurso ha estado compuesto por expertos catadores. El proceso de cata consistió básicamente en valorar sensorialmente todos y cada uno de los quesos, dándoles cada miembro del jurado una puntuación. 
Posteriormente se suman estos puntos y se deciden los premios. A pesar de ello, los premios pueden quedar desiertos si no son de gran calidad. En principio se valora el producto visualmente, en su aspecto externo, en el corte y el color del queso, y después se tienen en cuenta el resto de los sentidos; el olor, los aromas y sabores. El incremento en la calidad de los quesos se pone de manifiesto cada año, viendo la evolución y el esmero de los propios maestros queseros por presentar productos excepcionales, todos ellos de carácter artesano.
Como uno de los actos principales de la Feria del Queso, se realizó el acto de la entrega de premios del concurso, junto a los premios del concurso de repostería elaborada con queso, evento al que asisten numerosas personalidades.
Por otro lado, las artesanías realizadas por sus habitantes incluyen el bordado, la cerrajería artística, el trabajo del esparto, junto con la palma y la madera, así como los trabajos de cantería y mármol.

### Gastronomía
La cocina tebeña se compone de platos típicos como la porra, el lavapuertas, la sopa hervida, el cordero asado y dulces, todos ellos elaborados a base de productos locales como el espárrago, la miel, los quesos frescos o los derivados del cerdo.
Por otro lado, el aceite de oliva producido en el municipio está protegido por la denominación de origen Antequera.

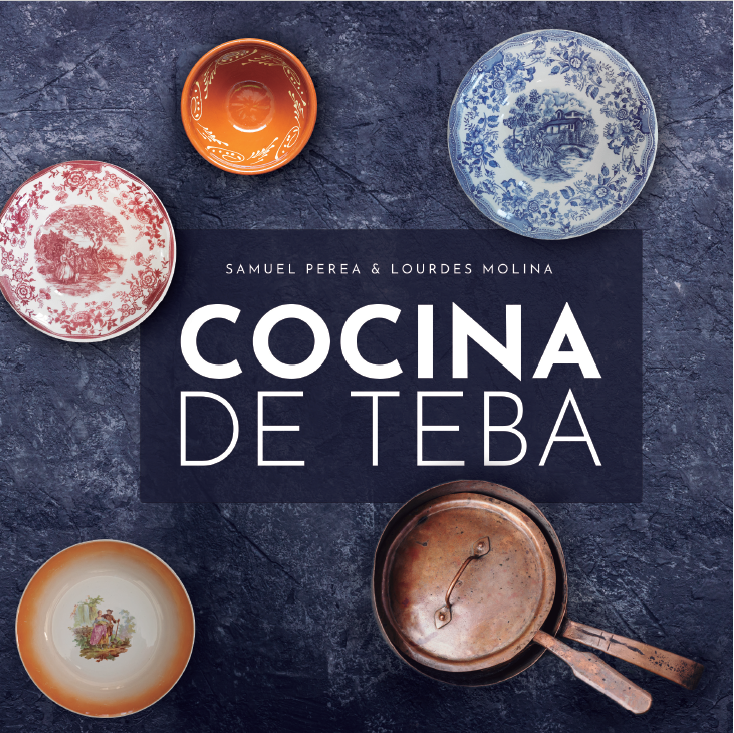
Portada Recetario Tebeño.

Tras varios años recopilando información y realizando muchas actividades intergeneracionales, se hace realidad la creación del tan ansiado Recetario Tebeño.El objetivo principal de Teba con la creación de este recetario no es otra que el de fomentar y preservar la cultura gastronómica del municipio como nexo de unión entre los pueblos, haciendo especial mención a la cocina mediterránea, y siendo conocedores del peligro que pudiera ocasionar la pérdida de estos conocimientos culinarios propios de la localidad. Como viene reflejado en el mismo, el recetario recoge platos típicos del municipio como el Lavapuertas, Ajoblanco, Sopa hervía, Pan de higo o la Carne de membrillo; platos afines a los pueblos hermanos como Barakaldo (Bacalao con fritada) o Escocia (Haggis y Dundee cake) y platos relacionados con la cacería tales como Zorzales en salsa, Cordero a la pastoril o Chivo lechal al ajillo con vino dulce. Todo esto no hubiera sido posible sin la ayuda e implicación en la creación del libro tanto de la Asociación Gastronómica local “Lavapuertas”, Samuel Perea y Lourdes Molina y a los vecinos y vecinas que han colaborado a la hora de confeccionar los distintos platos.

## Deporte

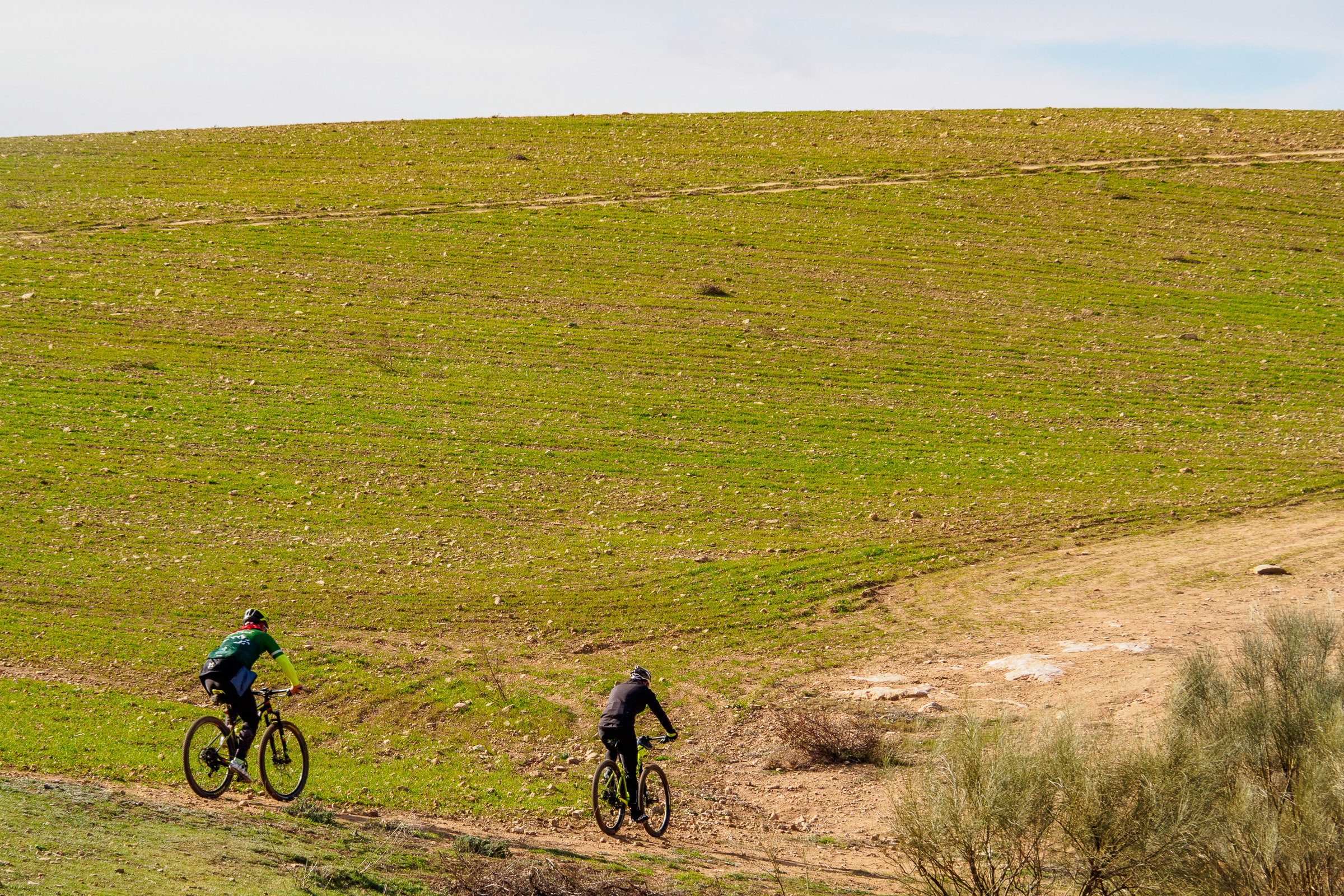
Ciclistas usando bicicleta de montaña en la sierra de Teba

Son varias las actividades deportivas que se pueden realizar en Teba: el remo, el piragüismo y la pesca tienen su mejor marco en las aguas del río Guadalteba y en el embalse Guadalhorce (El Chorro), mientras que las sierras del Carmen, Peñarrubia y Torrox son zonas idóneas para practicar el ciclismo de montaña, el senderismo, la escalada o la espeleología. 

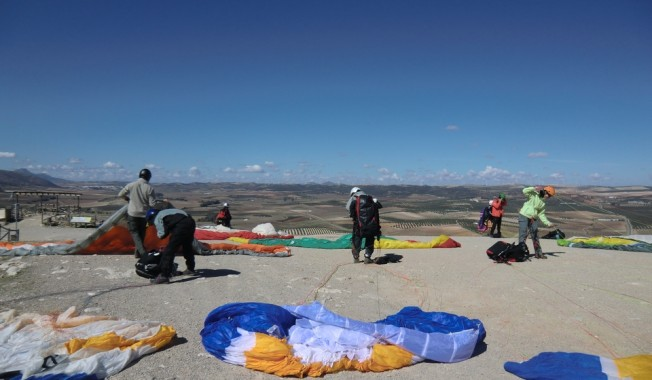
Zonas de Vuelo Libre

### Teba Capital del parapente
Teba dispone de unas de las pistas más grandes de Europa con 42 metros de ancho y 33 metros de largo especialmente diseñada para la práctica del vuelo libre. Es posible volar a levante, norte y poniente. En el despegue de poniente existe un despegue acondicionado y hay instalaciones de apoyo a tal efecto. En Teba se pueden realizar cursos de parapente y aficionados.
Respecto a las instalaciones municipales, el municipio dispone de dos pistas de pádel, una pista polideportiva, un pabellón deportivo, un campo de fútbol y una piscina municipal.

## Hermanamientos
- Melrose (Reino Unido)[17]